# 永興大樟樹
23°47′02″N 120°51′44″E / 23.783952°N 120.862270°E
永興大樟樹，是位於臺灣南投縣水里鄉永興村的樟樹，被當地人視為神樹。

## 樹狀
永興大樟樹屬於母子樹，二代木從母樹根系生長出兩棵子樹，最後三棵樹相互結合。水里鄉永興村村長許坤全表示，這樹在嘉慶十六年（1811年），永興村開基始祖林朋來開墾時就已存在。清朝吳光亮率部隊開闢八通關古道時，也在此地駐紮。每逢廟會，布袋戲、歌仔戲也以樹群為篷演出，是許多老一輩村民共通的回憶。
至2001年時，樹高25公尺、胸圍5.8公尺，樹冠面積有800平方公尺。

## 觀光

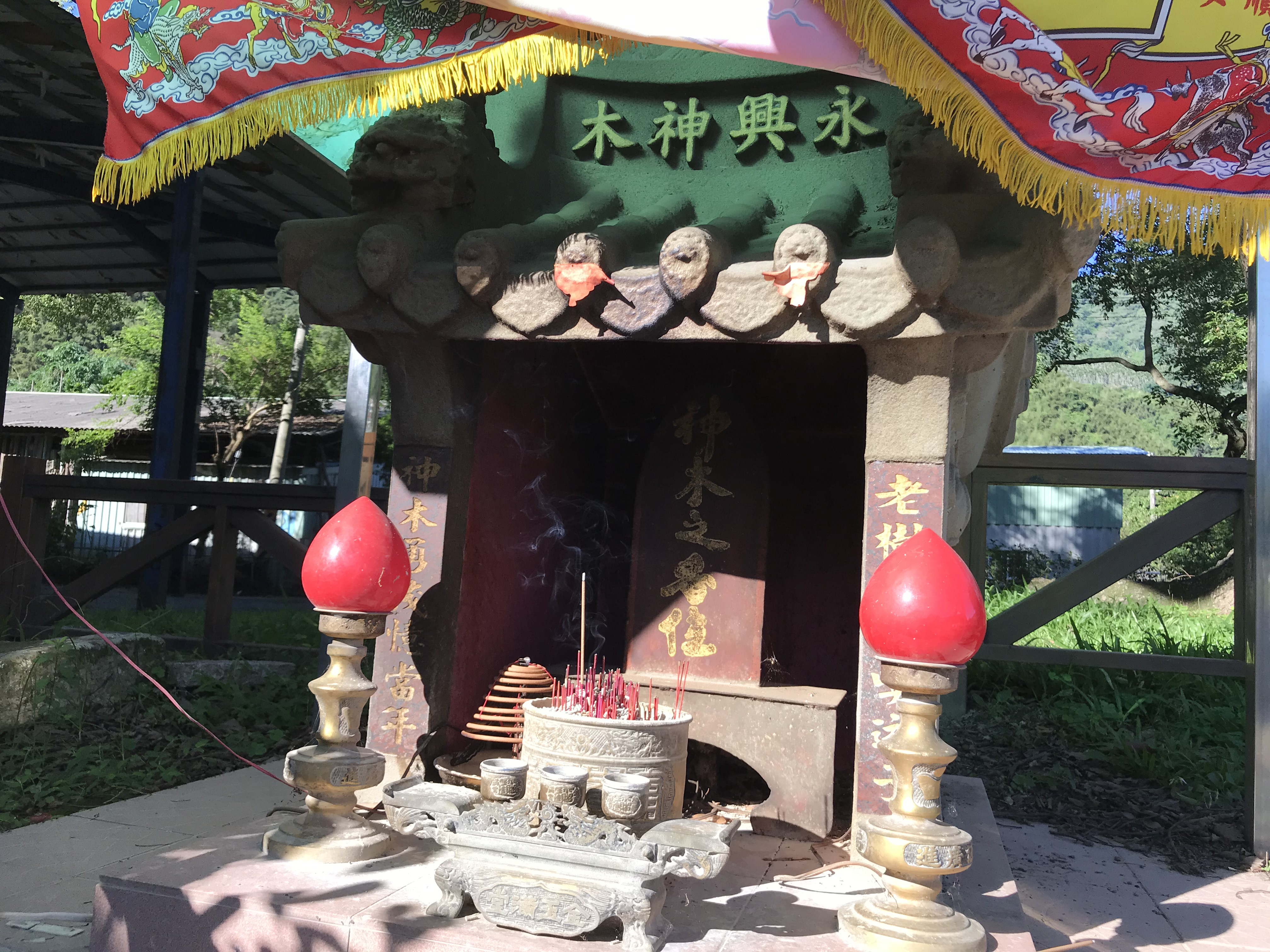
永興神木牌位

永興大樟樹是當地民眾的信仰中心，並設有大樹公廟。村民還在樹下建立土地公廟，相傳曾有人夢見這裡的土地公和土地婆表示希望能多湊合姻緣，因此會有希望結婚者來此祈求，也有夫妻會來祭拜以保佑家庭和樂。每逢廟會，布袋戲、歌仔戲也以樹群為篷演出，是許多老一輩村民共通的回憶。
2001年5月15日，時逢永興村吊橋已進行規劃與興建，村民在活動中心開會，表示希望公所、縣府能將此樹、水火同源列為觀光景點，開闢自行車道。

## 保育
1995年，省農林廳將永興大樟樹建檔列冊，登記為珍貴樹木。
2002年夏，部分樹葉枯萎，經專家會勘後認為是罹患樟葉蜂及白介殼蟲害，建議噴藥防治，同時為樹根伸展生存空間，必須剷除原有水泥地，並在樹頂裝設避雷針，但鄉公所該年度行道樹疾病防治經費只編列新台幣5000元，不敷支應，遂報請縣府協助辦理。同年10月1日，縣府派人清除枝幹上的寄生植物，並噴藥防治。
2004年10月19日，永興社區獲得九二一重建會補助，打掉樹旁的涼亭與混凝土地，換上能夠透氣、滲水的花崗岩地磚，約有二十多位村民來幫忙。社區發展協會理事長蕭順遠表示村民不收分文，唯一的報償，就是一個便當與健康的大樹陪伴。
2012年8月15日，中興大學園藝系副教授劉東啟來此初診，認定樹身與集集大樟樹病況一樣，土壤長期舖草皮與人為踐踏，只剩20公分有效土壤，建議水刀沖入土壤1.5公尺深處。同年12月10日，由福田樹木醫院樹醫師修剪並上藥。經一年多的休養生息，2014年夏已重現往日綠意。